# Orochimaru
Orochimaru (大蛇丸?, Orochimaru) è uno degli antagonisti principali della serie manga e anime Naruto, scritto e disegnato dal mangaka Masashi Kishimoto.
Il nome Orochimaru è composto da "Orochi" (大蛇) che significa "grande serpente", a richiamo delle sue abilità fra cui le evocazioni riguardanti l'animale, e "-maru" (丸, "ragazzo"), un suffisso per i nomi maschili. Il suo nome vuol dire quindi "ragazzo del grande serpente".
Orochimaru, insieme a Jiraya e Tsunade, suoi ex compagni di squadra, fa parte della triade dei ninja leggendari ed è considerato fra i ninja più potenti del mondo. Il suo principale obiettivo è acquisire tutta la conoscenza del mondo, obiettivo che lo ha portato a un'ossessiva ricerca di un modo per rendersi immortale.
È il principale antagonista della prima metà della manga.

## Il personaggio

### Creazione, aspetto e influenze
Come uno dei "cattivi" nella storia, Kishimoto ha creato Orochimaru come l'antitesi dei valori dei protagonisti. Il suo aspetto simile a un serpente (gli occhi, la carnagione pallida e una lingua estendibile) e le relative tecniche e i movimenti sono stati destinati a rendere più agevole per il lettore riconoscere che egli è un cattivo. A seguito di tale tema distintivo dei cattivi, Kishimoto ha tentato di rendere il volto di Orochimaru "pastoso e stucchevole", che serve a sottolinearne l'"aspetto pauroso", che spesso Orochimaru ha nel manga. Poiché queste caratteristiche sono il suo "marchio", Kishimoto spesso modifica l'aspetto e la scena a concentrarsi sul volto di Orochimaru. Per esempio trascura i particolari dei capelli e lo sfondo è omesso per creare un'"atmosfera raccapricciante".

Il simbolo che compare sul vestito di Orochimaru, un evidente richiamo alla cultura taoista.

Il nome Orochimaru e il suo aspetto simile a un serpente, sono tratti dall'omonimo personaggio del Jiraiya goketsu monogatari (児雷也豪杰物语?), il quale evoca serpenti e fa uso della magia. Altri aspetti del suo carattere, compresa la sua spada Kusanagi, sono derivati da Yamata no Orochi, personaggio della mitologia giapponese. il personaggio rimarrà il principale antagonista tra i nemici per tutta la prima serie.

### Personalità
Orochimaru possiede una personalità complessa: il più delle volte, tuttavia, è stato spesso descritto come una persona dalla mentalità contorta. Jiraiya ha ipotizzato che questo è dovuto al fatto che entrambi i suoi genitori fossero morti quando era ancora un bambino e che crescendo, abbia sviluppato poi una visione molto negativa e drastica della vita umana, e di come la sua fragilità influenzasse quelli ancora in vita. Se ne rese conto soprattutto nel momento della morte di Nawaki Senju e Dan Kato, osservando la disperazione di Tsunade: il che lo ha portato a desiderare, diventando poi il suo unico vero scopo, l'immortalità. Nonostante ciò, Orochimaru mostra spesso di non credere che l'esistenza umana abbia una qualche forma di scopo o significato, ma che anzi sia, in fin dei conti, un fenomeno sopravvalutato (come afferma in uno dei suoi primi incontri con Kimimaro). Questa sua visione, apparentemente in disaccordo con il suo desiderio di immortalità, appare accettabile accostandolo a una concezione nichilista attiva del mondo: la vita è probabilmente priva di significato, ma ciò non toglie che possa offrirci molti spunti e osservazioni interessanti che la rendono degna di essere vissuta pienamente.
A tale fine abbandonò Konoha per migliorare i suoi esperimenti, i quali lo resero un Ninja ancora più temuto di quanto non lo fosse già. Lo scopo primario della sperimentazione umana di Orochimaru è quello di testare quali modifiche il corpo umano può sopportare e sfruttare, cercando di allungarne il più possibile gli effetti, e di renderlo, quindi, privo di mortalità. Una volta realizzato questo obbiettivo, Orochimaru sperava di essere degno del titolo di "ultimo essere vivente", incapace di morire e quindi in grado di raggiungere il suo secondo scopo, ovvero imparare tutte le tecniche ninja del mondo, ovviamente impossibile da realizzare in una vita sola. Sebbene fosse cresciuto con gli insegnamenti positivi e fosse inoltre il suo allievo prediletto, Hiruzen Sarutobi vide in lui una sete di potere e una certa propensione verso la malvagità; difatti con il passare del tempo le persone che lo conoscevano cominciarono a provare terrore ogni qualvolta lo si nominasse o lo si vedesse.
Sebbene sia privo di compassione e non si faccia scrupoli a approfittare e usare chiunque sposi la sua causa, le persone fedeli a lui sono molte: è rilevante il caso di Kimimaro, il quale sebbene sia conscio che il Ninja Traditore lo sfrutti solamente per i suoi poteri, promette che gli sarà sempre fedele e che non si farà problemi a donargli il proprio corpo nel caso ci fosse la necessità. Altro suo fedele discepolo è Kabuto, che venera il suo maestro (definendolo l'unica persona che abbia veramente creduto in lui e nelle sue abilità) a tal punto da impiantarsi le sue cellule per diventare esattamente come lui, per poi addirittura superarlo.
Prendendo Sasuke come allievo, Orochimaru aveva intenzione di impossessarsi del corpo del giovane per ottenere lo Sharingan, e fare dunque un ulteriore passo verso l'immortalità. Tuttavia, sapendo che un tradimento da parte dell'Uchiha era quasi scontato, decise ugualmente di puntare su di lui e inizialmente definì Naruto come una nullità, salvo poi cambiare idea dopo lo scontro del ponte Tenchi.
Nonostante la sua netta mancanza di morale, Orochimaru sembra essere ben versato nella psicologia umana mostrando una saggezza penetrante quando critica Tobirama per le conseguenze derivanti dalle sue politiche. Dopo essere stato resuscitato da Sasuke, pare che la sua personalità sia cambiata; avendo visto Kabuto fare determinate scelte una volta impiantatosi le sue cellule, sembra essersi reso conto di avere fatto troppi sbagli in passato. In seguito deciderà di seguire Sasuke e di aiutare l'alleanza Ninja, sebbene affermi più volte che non gli importi niente della guerra.

## Storia
Orochimaru era un allievo di Hiruzen Sarutobi, il Terzo Hokage, e insieme con Jiraiya e Tsunade erano conosciuti come i Tre ninja leggendari (伝説の三忍?, Densetsu no Sannin, lett. "Tre Ninja Leggendari"), appellativo attribuito loro da Hanzo la salamandra. In un periodo non meglio specificato della sua vita Orochimaru rimane orfano di entrambi i genitori, cosa che lo spinge a impegnarsi molto negli allenamenti.
Qualche tempo dopo lo scioglimento della squadra di Hiruzen, Orochimaru si unì alla Radice guidata da Danzo Shimura, diventando anche il maestro di Anko Mitarashi. Fu in quel periodo che Orochimaru incontrò Kabuto Yakushi. Dopo che Minato acquistò il titolo di Quarto Hokage, Orochimaru incominciò a rapire i suoi compagni per usarli come cavie per sviluppare tecniche che gli avrebbero garantito l'immortalità. Nel corso della sua vita, inoltre, si recò presso la Grotta Ryuichi, sede dei serpenti, per imparare le arti eremitiche, ma fallì perché il suo corpo non era in grado di sostenere tale energia.
Dopo essere stato scoperto nel pieno dei suoi esperimenti dal Terzo Hokage Orochimaru fuggì dal Villaggio della Foglia e si unì all'Organizzazione Alba, all'interno della quale divenne il compagno di Sasori. A quel tempo cercò di impossessarsi del corpo di Itachi Uchiha per potere ottenere lo Sharingan, tuttavia fallì venendo colpito da un'illusione propria dell'abilità oculare di Itachi. In conseguenza a questo episodio Orochimaru si vide costretto ad abbandonare l'Organizzazione per poi fondare il Villaggio del Suono; è in questo periodo che arruolò come suo braccio destro Kabuto. Da allora le sue mire sullo Sharingan furono dirette al fratello minore di Itachi, Sasuke, che, come dice a Kabuto, è più facilmente manipolabile a causa del trauma che ha subìto.
All'inizio della prima serie, durante gli esami di selezione dei Chunin, Orochimaru si infiltra tra i partecipanti con lo scopo di avvicinarsi e studiare Sasuke Uchiha, fratello di Itachi, e in occasione della seconda prova nella Foresta della Morte gli imprime il segno maledetto. Travestitosi da Quarto Kazekage, dopo averlo assassinato, assiste alla finale dell'esame, intenzionato a distruggere il Villaggio della Foglia insieme al Villaggio della Sabbia; qui Orochimaru affronta il suo maestro Hiruzen e resuscita i primi due Hokage allo scopo di utilizzarli contro quest'ultimo. Dopo un lunghissimo scontro, il Terzo riesce a sigillare i precedenti Kage e le braccia di Orochimaru con il Sigillo del Diavolo a costo della propria vita. Non potendo più utilizzare alcuna tecnica, Orochimaru propone a Tsunade di curargli le braccia in cambio della resurrezione del fratello e dell'amato, ma il ninja medico rifiuta e, dopo uno scontro fra lui, Jiraiya e Tsunade, è costretto nuovamente a ritirarsi.
Poco dopo invia al Villaggio della Foglia il Quartetto del Suono per recuperare Sasuke, ma visto che il dolore delle braccia è molto forte è costretto a utilizzare la sua tecnica di immortalità, con la quale si impossessa del corpo altrui, su un altro ninja: Genyumaru. Alla successiva riapparizione, raggiunto da Sasuke che nel frattempo è fuggito dal villaggio dopo avere sconfitto Naruto, gli propone di seguire il suo allenamento per circa tre anni, così da prepararlo al prossimo incontro con Itachi, sebbene il suo reale intento resti quello di prenderne il corpo. Questo evento segna la fine della prima parte del manga.
Nella seconda parte del manga, durante la missione del Team Kakashi al ponte del Cielo e della Terra, Orochimaru affronta Naruto nella modalità volpe a quattro code, ma a causa delle sue condizioni è costretto a ritirarsi dal combattimento. Con questo nuovo potere Naruto riesce a mettere in fuga Orochimaru, ma arriva a ferire Sakura. In seguito il ninja leggendario suggerisce a Sasuke di non uccidere i suoi compagni, perché avrebbero potuto essere dei buoni alleati contro l'Organizzazione Alba.
Dopo avere concluso l'allenamento con Sasuke Orochimaru si prepara a impossessarsi del suo corpo, ma viene sconfitto dall'avversario, che assorbe sia lui sia tutte le sue tecniche. In seguito alla morte apparente del suo maestro, Kabuto Yakushi si impianta nel corpo le cellule di Orochimaru, trasferendo tutti i poteri di questi nel suo corpo.
Durante lo scontro tra Sasuke e Itachi il primo perde il controllo delle abilità di Orochimaru, che riesce a riemergere poiché Sasuke era riuscito a sigillarlo dentro di sé. Ma trova poco dopo la fine quando Itachi lo imprigiona nell'illusione eterna contenuta nella spada Totsuka, un'arma leggendaria che lo stesso Orochimaru aveva cercato per tutta la vita, del suo Susano'o. Solo uno dei serpenti di Orochimaru riesce a fuggire dalla tecnica di sigillo, ma viene ben presto eliminato dalle fiamme nere dell'Amaterasu.
Dopo lo scontro tra i fratelli Uchiha e Kabuto Orochimaru viene riportato in vita da Sasuke utilizzando la carne di Kabuto in modalità eremitica, il chakra del segno maledetto di Anko e un apposito sigillo, poiché secondo lui è l'unico in grado di mettere in pratica ciò che è scritto nella pergamena portatagli da Suigetsu e Jugo. Per ristabilirsi il ninja leggendario assorbe il chakra eremitico di Kabuto, facendolo tornare un normale essere umano, e successivamente, insieme a Sasuke, si dirige fuori dal covo del suo discepolo. Il ninja leggendario spiega poi di avere visto e sentito tutto da dentro Anko e che vedendo Kabuto intraprendere la sua stessa strada, dopo la sua morte, si sia reso conto di avere fatto delle scelte sbagliate. Successivamente riesce a riportare in vita i quattro precedenti Hokage e con essi e la squadra Falco si dirige sul campo di battaglia. Nel frattempo raggiunge i Kage, aiutando Tsunade a ricomporre il suo corpo con l'aiuto di Karin e Suigetsu. Successivamente ritorna sul campo di battaglia scontrandosi con lo Zetsu a spirale, al quale infligge il Segno Maledetto, e dopo avere rincontrato un redento Kabuto Yakushi viene, insieme a tutti gli altri ninja, soggiogato dallo Tsukuyomi Infinito, ma verrà liberato una volta che Naruto e Sasuke sconfiggono Kaguya e sciolgono l'illusione.
Dopo la guerra, ottiene un perdono parziale da Konoha, che gli permette di rifondare il Villaggio del Suono e di continuare le sue ricerche assistito da Karin, Suigetsu e Jugo, ma in un laboratorio tenuto sotto costante sorveglianza dagli ANBU guidati da Yamato e da cui non gli è consentito uscire senza permesso dell'Hokage.
Nel materiale ambientato dopo l'epilogo del manga, in particolare nel sequel/spin-off Boruto: Naruto Next Generation, così come nel film Boruto: the Movie, Orochimaru si è dedicato alla creazione di esseri umani artificiali, ed è riuscito a dare vita a due "figli": Log, il maggiore, e Mitsuki, il minore, il quale viene accolto da Konoha e diviene membro del nuovo Team 7 insieme a Boruto Uzumaki, figlio di Naruto e Hinata Uzumaki, e a Sarada Uchiha, figlia di Sasuke e Sakura Uchiha.

## Capacità ninja

Tatuaggio sul braccio di Orochimaru con la formula per eseguire la Tecnica del Richiamo.

Essendo uno dei tre Sannin della Foglia nonché un ex membro dell'organizzazione Alba, Orochimaru è un ninja straordinariamente potente. Dei tre allievi del Terzo Hokage era lui quello che sin da giovane si era dimostrato il più promettente: addirittura, durante la sua invasione ai danni del Villaggio della Foglia, Hiruzen (che lo considerava ancora il suo allievo più prodigioso) temeva che nessuno sarebbe stato in grado anche solo di combattere alla pari con lui e pertanto decise di affrontarlo da solo, cosa che gli risulterà fatale. L'unico che avrebbe potuto tenergli testa o addirittura superarlo con le arti eremitiche era Jiraiya, e di ciò il terzo Hokage ne era consapevole.
Possiede un vasto arsenale di tecniche magiche, avendo da sempre coltivato il sogno (per non dire l'ossessione) di apprendere ogni jutsu esistente e di comprenderne la vera natura per mezzo dello Sharingan, ed è un esperto anche per quanto riguarda i sigilli, risultando secondo in questo campo solo all'ex compagno Jiraiya. Anche in ambito scientifico possiede delle conoscenze eccezionali: sono noti infatti i suoi esperimenti anche su cavie umane come Yamato (nel quale trapiantò, da bambino, le cellule di Hashirama Senju), Danzo (sul quale trapiantò ancora le cellule del Primo Hokage) e Anko Mitarashi, sulla quale testò i vari sigilli e soprattutto la Tecnica del Segno maledetto. Fece anche alcuni esperimenti su Jugo e Suigetsu.
Possiede inoltre eccezionali abilità nel camuffamento, ma la sua specialità sono le tecniche proibite relative alle anime e ai defunti, nelle quali vanta una conoscenza tale da essere arrivato al punto di sconfiggere la morte stessa; possiede anche grande abilità nelle tecniche correlate ai serpenti, tanto da poterne evocare il re Manda e utilizzare una tecnica (che a detta di Itachi consuma una quantità enorme di chakra) con cui simula la muta di questi rettili in modo da riparare ogni danno al proprio corpo.

## Accoglienza
Nelle classifiche di preferenza pubblicate da Shōnen Jump, durante le sue apparizioni nell'anime, Orochimaru si è sempre posizionato nella top ten, eccetto nell'ultimo sondaggio in cui è sceso al ventiquattresimo posto. È stato commercializzato diverso merchandise basato su Orochimaru, incluse figurine, peluche e portachiavi.
IGN ha lodato il personaggio di Orochimaru e il suo percorso evolutivo durante la serie, simile a quello del personaggio di Dart Fener di Guerre stellari. Mania.com ha considerato Orochimaru il "primo vero villain" della serie, non considerando Zabuza Momochi, il precedente antagonista (visto che quest'ultimo viene rapidamente ucciso alla fine del proprio arco). DVDTalk ha elogiato la presentazione di Orochimaru nella serie e la parte in cui il ninja procura il Segno maledetto a Sasuke, considerato una delle migliori parti del manga. Invece, Anime News Network ha definito Orochimaru uno dei personaggi che non può essere ucciso e, inoltre, ne ha definito il doppiaggio come uno dei migliori della serie.